# Reeshof
De Reeshof is een stadsdeel aan de westkant van de stad Tilburg, in de Nederlandse provincie Noord-Brabant. De eerste woningen werden er rond 1980 gebouwd. Na de oplevering van de uitbreiding genaamd 'Koolhoven' zijn er rond de 44.000 inwoners.

## Oorsprong naam
De naam 'Reeshof' komt van 'Rey's Hof', een landgoed met hoeve of kasteel dat in het gebied lag. Het is vernoemd naar de eigenaar Charles Rey de Carle (1731-1802), een militair die het gebied kocht ter ontginning. In het verleden werd wel gedacht dat de Rey's Hof een van de drie burchten was die in het stadswapen van Tilburg te zien zijn. Het wapen was er echter eerder dan de Rey's Hof.

## Ligging
Aan het begin van de twintigste eeuw werd het riviertje de Donge gekanaliseerd en omgelegd. Toen Tilburg in 1990 een woonwijk projecteerde in het gebied waar de beek oorspronkelijk liep stuitten de ontwerpers op de aanwijzing ervan als onderdeel van de Ecologische hoofdstructuur. De rijksoverheid stelde als voorwaarde dat de oude waterloop hersteld zou worden om de zuidelijke Regte Heide en het Riels Laag te verbinden met het Rijens Broek en de Lange Rekken in het noorden.
De Reeshof ligt ten westen van Tilburg tussen het Wilhelminakanaal en de Bredaseweg. De wijk wordt grotendeels omgeven door groen. Tussen Tilburg en de Reeshof ligt het Wandelbos, een groot stadspark, en aansluitend ligt zuidelijker de Oude Warande. Dat is een monumentaal park waarin acht brede lanen stervormig samenkomen bij een rond beeldenperk. Het is een van de in Nederland overgebleven sterrenbossen. Aansluitend op deze groene zones strekt het recreatiegebied Reeshofbos zich door de wijk.
Voor bewoners van de westelijke wijken Dalem-Noord, Dalem-Zuid en Koolhoven-West ligt het agrarisch gebied met de dorpen Dongen, Rijen en Hulten dichterbij dan Tilburg, en ze zijn van de rest van de Reeshof gescheiden door de Donge. Bij de aanleg van het westelijk deel van de Reeshof is langs dit riviertje het natuurgebied Dongevallei aangelegd. De huizen daar zien uit op het herstelde beekdal. In het oosten verbindt alleen een smalle oudere woonwijk de Reeshof met de stad, en aan de noordwestkant is een Dongens industrieterrein te zien aan de overkant van het kanaal. Vliegbasis Gilze-Rijen ligt hemelsbreed op vier kilometer afstand. Witbrant en Koolhoven, de nieuwere wijken van de Reeshof, liggen ten zuiden van de spoorlijn Breda - Eindhoven, die de Reeshof doorsnijdt.
Drie natuurgebieden liggen ieder op ongeveer zes kilometer afstand van de wijk. Nationaal Park De Loonse en Drunense Duinen, Boswachterij Dorst en het weide- en moerasgebied Riels Laag met aansluitend de Regte Heide. Dichterbij strekt de Kaaistoep zich uit tussen Riel en De Blaak; dit is een bebost terrein dat zich ontwikkelt tot natuurgebied.

## Winkels en wijkvoorzieningen
Omstreeks 1988 werd op het Buurmalsenplein, in het oudere, oostelijke deel van de wijk, een klein winkelcentrum aangelegd. Gezien de grootte van de wijk was dit nauwelijks meer dan een noodvoorziening, maar het duurde tot 1997 voor er meer winkeloppervlak kwam. Toen werd bij het Reeshofpark het winkel- en samenkomstcentrum Heyhoef geopend, dat sindsdien het hart van de wijk vormt. Het Reeshofpark is een uitgestrekt groengebied met skatepark en speeltuin. Behalve winkels omvat dit centrum seniorenwoningen, een bibliotheek en een wijkcentrum. Eind 2007 is begonnen met de bouw van winkelcentrum De Vallei.

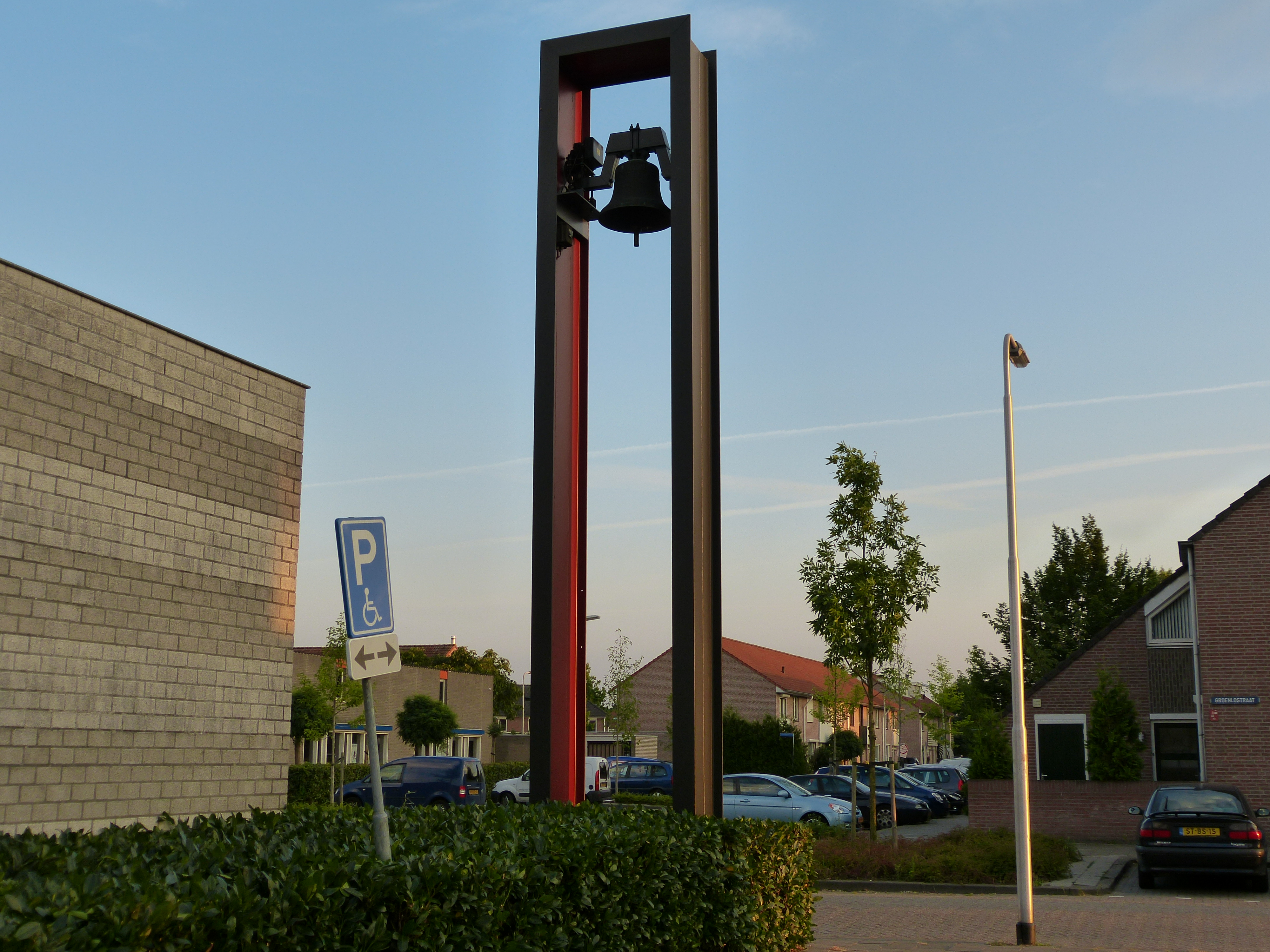
Klokkenstoel van de Antoniuskerk

Wegens de behoefte aan een kerkgebouw, werd eind jaren tachtig het plan opgesteld een Rooms-katholieke Kerk in de Reeshof te bouwen. Er was reeds een katholieke geloofsgemeenschap in de Reeshof die op verschillende locaties samenkwam. In 1991 was de Emmaüskerk aan de Groenlostraat een feit. In dat jaar werd in oktober de kerk officieel geopend en in februari 1992 werd het godshuis ingewijd door bisschop Johannes ter Schure. Sinds 2011 is Antonius van Padua de patroonheilige en naamgever geworden van de kerk.
Begin 2008 startte de bouwvoorbereiding voor het nieuwe hart van de Reeshof Het Forum. Het Forum wordt gerealiseerd in het gebied "de Knoop", dat ingeklemd ligt tussen het Stationsplein, de Ketelhavenstraat en de Reeshofweg. Rondom een centraal plein komen appartementen, kantoren, horeca, ondergrondse parkeergelegenheid en een sportschool. Verder stationsgerelateerde detailhandel en diverse zorgverleners. De daadwerkelijke bouw werd voorzien voor 2012.
In 2009 werd besloten tot de bouw van een VMBO-school, het Reeshofcollege, aan de Warmondstraat. Het Reeshofbos zal ten behoeve van recreatie en natuurbeleving uitgebreid worden met een kinderboerderij annex milieueducatiecentrum.

## Woningen en infrastructuur
Omstreeks 1980 werden in het toenmalige agrarische gebied tussen Tilburg, Rijen en Dongen de eerste woningen gebouwd. Een kwart eeuw later woonden er bijna 45.000 mensen. Doordat de infrastructuur lange tijd nauwelijks meegroeide, kampte de wijk met forse verkeersproblemen. Sinds de Bredaseweg, de belangrijkste verbindingsweg richting Tilburg, verdubbeld is tot 2x2 rijstroken en een gedeelte van de noordwestelijke randweg is aangelegd, zijn die problemen afgenomen. Een aansluiting op de snelweg A58 (Tilburg - Breda) is in 2008 opgeleverd. Toch bleef het tekort aan ontsluitingswegen voelbaar in de spits, met name bij slecht weer. In de toekomst zal Tilburg-West direct op de A27 (Breda-Utrecht) worden aangesloten als er een nieuwe weg langs Dongen wordt gebouwd. In 2010 is een verbreding en verlenging van een noordoostelijke ontsluitingsweg opgeleverd. In 2012 is de Burgemeester Letschertweg met een brug over het Wilhelminakanaal geopend, zodat het westen van de Reeshof Dongen, Oosterhout en Utrecht gemakkelijker kan bereiken.
Eind 2003 kreeg de Reeshof een treinstation, Tilburg Reeshof. Ten zuiden van de spoorlijn Tilburg - Breda is de laatste uitbreiding van de wijk, onder de naam Koolhoven Buiten gebouwd.

### Straatnamen

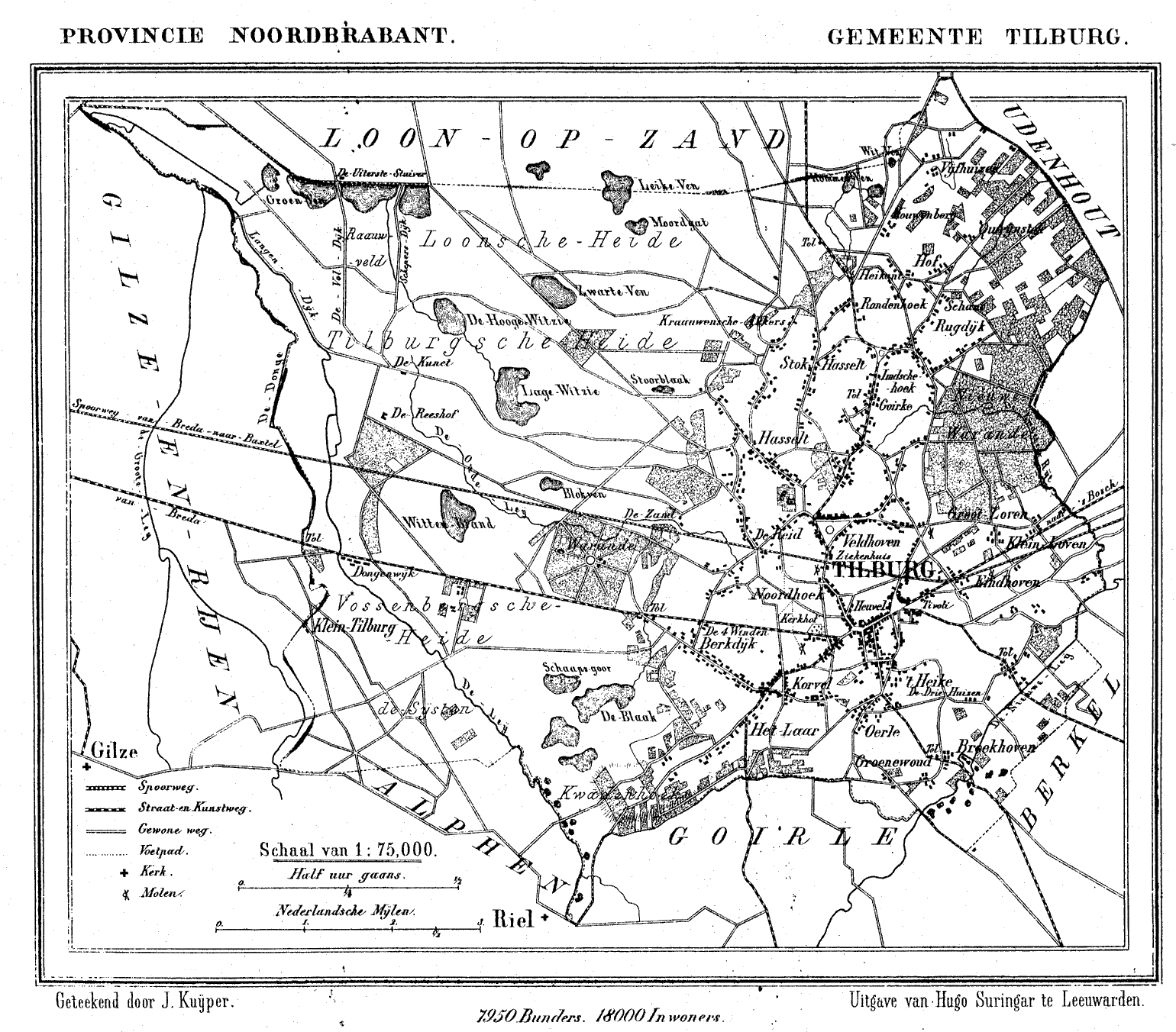
Veel buurtnamen hebben historische wortels, te zien op deze kaart uit 1865. (klik op de kaart voor vergroting)

De straatnamen van de Reeshof verwijzen naar Nederlandse plaatsen. Aan de beginletter van elke straatnaam is te zien in welke wijk die straat ligt. Zo staat de Gesworen Hoek, het oudste gedeelte van Reeshof, ook wel bekend als de B-buurt met straten als de Buurmalsenlaan en de Borculolaan. De straten van Campenhoef beginnen met een K, maar verwarrend genoeg wordt de naam van deze rond 1991 gebouwde buurt zelf met een C gespeld. Historisch is dat wel juist omdat er in de achttiende eeuw een landgoed Campenhoef lag.

## Bevolkingssamenstelling
De Reeshof telt anno 2007 weinig alleenstaanden maar veel gezinnen met kinderen: een derde van alle Tilburgse jongeren woont in deze wijk. Gemiddeld zijn de huishoudens dan ook groter dan in de rest van Tilburg: gemiddeld 2,7 tegen 2,1 personen per huishouden. Ruim een kwart van de bevolking is onder de vijftien, maar slechts een op de tien is tussen vijftien en de vijfentwintig. In de oudere delen van de Reeshof krimpt de bevolking licht. Vergeleken met Tilburg als geheel is het een tamelijk witte wijk. Terwijl landelijk en in Tilburg vrouwen de meerderheid vormen, wonen er in de Reeshof (met uitzondering van Heyhoef) iets meer mannen dan vrouwen. Het kleine aantal oudere wijkbewoners is daarvan de oorzaak: vrouwen vormen een ruime meerderheid onder de senioren, maar daarvan zijn er weinig in de Reeshof.

## Inwonertal 2010, 2007 en 2005 per buurt
| CBS-Nr. | Deelwijk           | 2010  | 2007  | 2005  | +/-  | %      |
| ------- | ------------------ | ----- | ----- | ----- | ---- | ------ |
| 85508   | Reeshof            | 41955 | 39040 | 36930 | 5025 | 13,6   |
| 00      | Heyhoef            | 365   | 340   | 340   | 25   | 7,4    |
| 01      | Gesworen Hoek      | 4080  | 4130  | 4280  | -200 | -4,7   |
| 02      | Huibeven           | 5555  | 5720  | 5800  | -245 | -4,2   |
| 03      | Heerevelden        | 2640  | 2720  | 2730  | -90  | -3,3   |
| 04      | Campenhoef         | 2405  | 2520  | 2530  | -125 | -4,9   |
| 05      | Tuindorp de Kievit | 12020 | 12230 | 12300 | -280 | -2,3   |
| 06      | Dongewijk          | 2020  | 2060  | 2100  | -80  | -3,8   |
| 07      | Dalem              | 7045  | 6880  | 6250  | 795  | 12,7   |
| 08      | Koolhoven          | 3125  | 50    | 40    | 3085 | 7712,5 |
| 09      | Witbrant           | 2700  | 2380  | 570   | 2130 | 373,7  |